# King and Queen Court House
King and Queen Court House är administrativ huvudort i King and Queen County i Virginia. Vid 2020 års folkräkning hade King and Queen Court House 82 invånare. Den nuvarande domstolsbyggnaden i King and Queen County byggdes 1996–1997, medan den gamla domstolsbyggnaden byggdes 1866–1867.